# Velimir Chytil
Velimir Chytil (Koprivnica, 21. srpnja 1925. – Zagreb, 9. travnja 2009.) bio je hrvatski lutkarski umjetnik, kazališni redatelj, kreator lutaka, koreograf i filmski glumac.

## Životopis
Rodio se u Koprivnici. U Zagrebu se zaposlio u kazalištu lutaka. U toj je ustanovi radio od prvih dana (1948.) otkad je postala profesionalnom, sve do odlaska u mirovinu 1982. godine. Veliku je ulogu imao prigodom kreiranja lutaka za prve televizijske lutkarske emisije. Za mozaično-zabavnu TV seriju "Bistrooki" izadio je lutke voditelje i zabavljače, Pinka, Ponka i Smetala. 
Prva predstava koju je režirao je bila Pospanko i zmaj Jurja Bukše koju mu se postavilo 1951. godine. 1952. je pod njegovom redateljskom palicom postavljena predstava Loptice hopsice, koja je postala najizvođenijom ikad lutkarskom kazališnom predstavom u povijesti ZKL-a: odigrana je više od tisuću puta. 1960-ih je usavršio svoje lutkarsko umijeće studirajući lutkarstvo na Umjetničkoj akademiji u Pragu.
Nastupio je i na filmu i u televizijskim serijama. Tako se pojavio u Putovanju u Vučjak, Velom mistu, Winnetouu i drugima. Suprug je hrvatske književnice Višnje Stahuljak.

## Nagrade i priznanja
Za ulogu Kišobrana u predstavi Crveni kišobrani je dobio Prvomajsku nagradu UDUH-a.

## Filmografija
- "Ja, lutkar" kao sudionik dokuserijala (1996.)
- "Putovanje u Vučjak" kao Makso (1986.)
- "Ponedjeljak ili utorak" kao automehaničar (1966.)
- "Licem u lice" kao Brko (1963.)
- "Signali nad gradom" kao Vjeko (1960.)

## Vanjske poveznice
- Vjesnik[neaktivna poveznica] Umro Velimir Chytil, 15. travnja 2009.
- Internet Monitor  Arhivirana inačica izvorne stranice od 15. svibnja 2009. (Wayback Machine) Umro lutkarski umjetnik Velimir Chytil
- Filmografija na IMDb
- Slobodna Dalmacija Hrvatsko lutkarstvo od umijeća do umjetnosti: Međunarodne lutkarske veze
- Slobodna Dalmacija Hrvatsko lutkarstvo od umijeća do umjetnosti: Nove dimenzije velikog sklada